# 和木町議会
和木町議会（わきちょうぎかい）は、山口県和木町に設置されている地方議会である。

## 概要
- 定数：10人[1]
- 任期：2023年 - 2027年4月29日[2]
- 議長：兼本信昌（無所属）[3]（連続3度目）
- 副議長：森脇明美（無所属）[3]
正副議長は2年交代を申し合わせている[3]。

## 党派
令和5年5月8日付
- 日本共産党（1人）
- 無所属（9人）

## 委員会
2023年5月15日更新
- 常任委員会
  - 総務文教常任委員会（定数5人）
  - 民生建設常任委員会（定数5人）
  - 広報広聴常任委員会（定数9人）
- 議会運営委員会（定数5人）

## 議員報酬と諸手当
- 月額[6]
  - 議長：月額 290,000円
  - 副議長：月額 239,000円
  - 議員：月額 216,000円
- 期末手当：6月1日及び12月1日（基準日）[7]

## 議会だより
- わき議会だより（発行者：和木町議会 編集：和木町議会広報広聴常任委員会）[8]

## 議員定数
- 2007年4月22日町議選まで 14人
- 2011年4月24日町議選から 10人

## 沿革
1973年 - 町制施行。和木町議会、発足。